# Ants from Up There
Ants from Up There —en español: ‘Hormigas desde allá arriba’— es el segundo álbum de estudio de la banda de rock británica Black Country, New Road, lanzado el 4 de febrero de 2022 en Ninja Tune. Grabado en Chale Abbey en la Isla de Wight, el álbum fue producido por el ingeniero de sonido en vivo de la banda, Sergio Maschetzko, y es el último álbum que presenta al vocalista principal y guitarrista Isaac Wood, quien anunció su salida de la banda el 31 de enero de 2022, cuatro días antes del lanzamiento del álbum.
Escrito durante el confinamiento por la pandemia de COVID-19 y probado en carretera durante breves períodos de gira en apoyo de su álbum debut, For the First Time (2021), el álbum se lanzó casi exactamente un año después de su debut y fue precedido por cuatro sencillos: «Chaos Space Marine», «Bread Song», «Concorde» y «Snow Globes». El álbum recibió elogios unánimes de la crítica tras su lanzamiento. Se convirtió en el álbum con el posicionamiento en listas más alto de la banda, debutando en el número tres en la lista de álbumes del Reino Unido.

## Antecedentes y composición
Ants from Up There es el segundo álbum de Black Conuntry, New Road, luego de su debut en 2021 con For the First Time. Hablando con NME en la ceremonia de entrega de premios del Premio Mercury 2021, para la cual su álbum debut había sido nominado, la banda confirmó que ya habían completado el trabajo en un seguimiento, describiendo el álbum como «triste, épico y posiblemente más agradable universalmente» y que las canciones son «más apetecibles» en comparación con For the First Time. La bajista Tyler Hyde declaró que «hemos descubierto lo que estamos tratando de decir, por lo que tiene un poco más de sentido. Algunas de las canciones son más cortas. Intentamos escribir canciones que duraban tres minutos y medio».
La escritura del álbum comenzó en el invierno de 2020, cuando el Reino Unido anunció un nuevo confinamiento para combatir las muertes por la pandemia de COVID-19. Hyde y Wayne expresaron su disgusto por las acciones del primer ministro Boris Johnson durante el confinamiento. La banda se embarcó en una gira de verano socialmente distante en junio de 2021 para probar en carretera su nuevo material: «Esa gira tenía un propósito bastante específico. No era necesariamente solo estar presente en la carretera, era trabajar estas canciones y ver cómo les iba delante de la gente, para asegurarnos de que no nos habíamos equivocado».
El álbum se grabó durante dos semanas en Chale Abbey Studios, en la Isla de Wight, en el verano de 2021. El ingeniero de sonido en vivo de la banda, Sergio Maschetzko, produjo las sesiones: «Nunca antes había grabado un álbum. La intención fue capturar lo que estábamos haciendo en vivo lo más cerca posible y él era el hombre para el trabajo porque nos conoce mejor que nadie, a veces conoce nuestra forma de tocar mejor que nosotros». Como resultado, la banda grabó la mayor parte del álbum en vivo en el estudio. El álbum se grabó a fines del verano de 2021: «Es gracioso, porque el día que comenzamos a grabar fue el día en que todos se abrieron en el Reino Unido. Estuvimos en una granja durante dos semanas sin acceso a un automóvil, así que en cierto modo fue una continuación de nuestro aislamiento. Pero supongo que así es como se escribió el álbum, así que tal vez sea fiel [al material], así es como se grabó también».
Wood dejó la banda el 31 de enero de 2022 por motivos de salud mental, cuatro días antes de la fecha de lanzamiento del álbum. Como resultado, se canceló la primera gira de la banda por Estados Unidos, así como todas las fechas anteriores que aún no se habían reprogramado.

## Composición y lírica
Musicalmente, Ants from Up There incorpora principalmente post-rock y chamber pop. Se ha comparado con las bandas de indie rock canadienses Arcade Fire y Wolf Parade, y la banda señaló que fueron influenciados directamente por Funeral (2004), llinois (2005), Iowa Dream (2019) y Happier Than Ever (2021) de Billie Eilish durante el proceso de grabación. Hyde y el baterista Charlie Wayne declararon que el álbum tomó cierta influencia estructural de la música pop, describiendo su composición como «más conceptualmente pop que sonando como pop». Mientras que For the First Time era una colección de canciones que la banda ya había estado tocando en vivo, Ants from Up There fue el primer álbum en el que la banda buscó específicamente que cada canción encajara con las demás como «un cuerpo de trabajo», según el saxofonista Lewis Evans.
Muchas de las pistas del álbum provienen de sesiones de escritura iniciales entre los miembros de la banda Issac Wood (voz, guitarra), Tyler Hyde (bajo) y Luke Mark (guitarra), quienes vivieron juntos durante el primer confinamiento de COVID-19. El baterista Charlie Wayne señaló: «La primera vez que escuché ideas para "Concorde" o "The Place Where He Inserted the Blade" fue cuando vine a pasar el rato en su cocina y montamos esta pequeña batería». En enero de 2021, un mes antes del lanzamiento del álbum de estudio debut de la banda, For the First Time, la banda completa se reunió durante una semana para trabajar en material nuevo: «Eventualmente hubo una sesión de ensayo de una semana en Hoxton en enero, donde todos nos unimos, y fue entonces cuando las canciones realmente se completaron. Solo cuando todos han aportado sus propias partes constituyentes, realmente puedes acreditarlo como Black Country, New Road».
«Basketball Shoes», que data de antes del lanzamiento de For the First Time, fue la primera canción escrita para el álbum, seguida de «Snow Globes». Hyde declaró que «aparte de eso, la mayoría de ellos se escribieron al mismo tiempo y todos nacieron esencialmente de "Basketball Shoes"». En comparación con For the First Time, que era emocionalmente apático y trataba con escenarios ficticios, Hyde y Wayne dijeron que Ants from Up There presenta temas líricos más vulnerables.
«Intro» contiene un motivo instrumental que se encuentra en «Basketball Shoes», el cierre del álbum. Incorpora elementos klezmer, un estilo de música judía que Evans y la multiinstrumentista Georgia Ellery tenían experiencia tocando. El sencillo principal «Chaos Space Marine» surgió «a través de una broma», dijo Hyde. La canción deriva su nombre de las figuras en miniatura del mismo nombre en la franquicia Warhammer 40,000. El tercer sencillo, «Concorde», se inspiró en historias de ciencia ficción, incluidas Luca y 2012. La banda escuchó la música del exguitarrista de The War on Drugs, Kurt Vile, durante la escritura de «Good Will Hunting», que fue escrita en dos versiones, una que contenía un compás de 6
4 y el otro en 4
4; la versión final es una combinación de ambos.
«Haldern» lleva el nombre del festival de música Haldern Pop en Alemania, en el que la banda tocó durante la pandemia. Es la única canción del álbum que se originó a partir de una sesión de improvisación. «Mark's Theme» es un tema instrumental escrito por Evans luego del fallecimiento de su tío Mark por COVID-19 en 2021. «Snow Globes» se interpretó originalmente en un espectáculo navideño de 2020 con Black Midi, y la banda agregó nuevos elementos a cada concierto sucesivo, similar a las alteraciones del rapero Kanye West en material de estudio previamente grabado; la banda también se inspiró en la canción de Frank Ocean «White Ferrari».
Hyde describió la canción de cierre «Basketball Shoes» como «esencialmente una mezcla de todo el álbum», que contiene motivos repetidos de las canciones anteriores del álbum, como «Concorde» y la abrazadera de «Snow Globes». Wayne dijo que eran «tres canciones en una, básicamente». Fue una de las primeras canciones que escribió la banda y es anterior a For the First Time, originalmente describiendo una obsesión enfermiza con la cantante británica Charli XCX en su forma más temprana antes de sufrir cambios líricos significativos para la versión final.
Wayne y Hyde nombraron «Snow Globes» y «The Place Where He Inserted The Blade» como las pistas más fáciles y más difíciles de grabar, respectivamente. El primero terminó en el álbum como su primera toma en estudio, mientras que el proceso de grabación del segundo llevó un tiempo considerable debido a un error técnico por parte de Wayne.
El título del álbum fue el último componente en ser finalizado, y la banda lo nombró el día de su fecha límite. Se refiere a la apariencia de las personas vistas desde un avión, en relación con la portada del álbum y el tema lírico recurrente del jet Concorde. La obra de arte para los materiales promocionales del álbum provino de los dibujos de la infancia de los miembros de la banda.

## Promoción y lanzamiento
Ants from Up There se anunció el 12 de octubre de 2021 junto con el lanzamiento del primer sencillo del álbum, «Chaos Space Marine», que Wood describió como «la mejor canción [que han] escrito». El 2 de noviembre de 2021, la banda lanzó «Bread Song» como segundo sencillo. El estilo y la instrumentación de la canción se inspiraron en Music for 18 Musicians de Steve Reich, en la que la banda debía tocar sin tiempos ni pistas definitivos. Una tercera canción, «Concorde», fue lanzada el 30 de noviembre de 2021 como el tercer sencillo del álbum. En una entrevista con Consequence, la banda dijo que usaron la mandolina para darle a la canción «imprevisibilidad» y «un elemento ágil y puntiagudo».
La banda lanzó «Snow Globes», el cuarto y último sencillo, el 19 de enero de 2022. En un comunicado, Wayne notó el contraste entre la pista de batería y el resto de los instrumentos, desempeñando un papel más independiente y expresivo. La pista se había interpretado anteriormente en un estado anterior como parte de la recaudación de fondos conjunta del grupo para Windmill con Black Midi el 10 de diciembre de 2020.

## Recepción crítica
Ants from Up There recibió elogios universales de los críticos musicales. En Metacritic, el álbum recibió una puntuación promedio de 92 de 100, según 20 reseñas. El álbum ha sido ampliamente promocionado como una «obra maestra», recibiendo muchas puntuaciones perfectas de los críticos tras su lanzamiento.
NME le dio al álbum cinco estrellas de cinco, proclamando que la banda logró «girar hacía sonidos más familiares y accesibles y adoptar estructuras de canciones tradicionales, sin sacrificar una onza de su magia musical o inventiva», declarándolo «verdaderamente notable» y un «futuro clásico de culto» a raíz de la partida de Wood. The Independent, en una reseña de cinco estrellas de cinco, declaró que «la pura gracia y la ambición de Ants... serán difíciles de superar en 2022», citando los «crescendos de rock grunge que acompañan a las imágenes de naves estelares en llamas en "Good Will Hunting", y arias gigantescas en "Basketball Shoes" de 12 minutos» como temas destacados. Ian Cohen de Pitchfork elogió el sentimentalismo emo «que afirma la vida» del álbum en una reseña premiada como Mejor Música Nueva; afirmó que al «manifestar cada rayo de esperanza como un faro enviado por el cielo y cada decepción como un salto hacia el vacío» en ruta hacia las «fantasías bellamente condenadas» de Ants. Timothy Monger de AllMusic le dio al álbum cuatro estrellas de cinco, describiéndolo como «impresionante, lleno de ímpetu pero dominado por su propia mitología» con respecto a Wood.
Se reservó un elogio especial para la composición de Wood, ampliamente elogiada como lo más destacado del álbum por su intensidad y profundidad emocional. Jamie Kilkenny de Clash señaló que «el ángulo de las riquezas líricas [de Ants] se vuelve cada vez más sentimental y singular» con las repetidas escuchas, y que «solo Wood podría extraer tanta profundidad de un lamento suplicante para "The Place Where He Inserted the Blade”; o la belleza envuelta en las aparentemente mundanas “partículas de pan” en la maravilla de "Bread Song"». Kyle Kohner de The Line of Best Fit le dio al álbum una puntuación perfecta, elogiando a Wood como un autor «clarividente» de «narración ingeniosa y abstracta» sobre Ants y remarcando su posición como «el vocero irónico de una banda... hablando agudamente a una generación de jóvenes». Tom Morgan de PopMatters aplaudió la actuación de la banda composiciones «audaces y progresivas», pero distinguió particularmente las letras de Wood como «únicas y, a menudo, profundas», elogiando sus «palabras hábiles y resonantes» por su «relevancia contemporánea» en contraste con las de sus contemporáneos independientes.
Los críticos también destacaron la pista de cierre «Basketball Shoes» para elogios, elogiando el alcance «asombroso» de la canción y el impacto emocional «devastador, pero limpiador». Sam Richards de Uncut comparó favorablemente la canción con «Marquee Moon» y el trabajo de Godspeed You! Black Emperor, elogiándolo como «un momento de euforia, catarsis o colapso» y declarándolo «una epopeya desgarradora de proporciones dostoievskianas».
El álbum fue nombrado «Critic's Pick» (en español: Elección de la crítica) por The New York Times. RIOT nombró el disco como el mejor lanzamiento del año, DIY lo nombró como el tercer mejor lanzamiento del año, y SputnikMusic lo nombró el quinto mejor lanzamiento del año.

## Lista de canciones
| N.º   | Título                                  | Duración |  |
| 1.    | «Intro»                                 | 0:54     |  |
| 2.    | «Chaos Space Marine»                    | 3:36     |  |
| 3.    | «Concorde»                              | 6:03     |  |
| 4.    | «Bread Song»                            | 6:20     |  |
| 5.    | «Good Will Hunting»                     | 4:58     |  |
| 6.    | «Haldern»                               | 5:05     |  |
| 7.    | «Mark's Theme»                          | 2:47     |  |
| 8.    | «The Place Where He Inserted the Blade» | 7:13     |  |
| 9.    | «Snow Globes»                           | 9:13     |  |
| 10.   | «Basketball Shoes»                      | 12:37    |  |
| 58:46 |                                         |          |  |

## Personal
Adaptada de las notas del álbum.
Black Country, New Road
- Charlie Wayne – batería, coros
- Georgia Ellery – violín, mandolina, violonchelo, coros
- Isaac Wood – voz, guitarra
- Lewis Evans – saxofón, flauta, coros
- Luke Mark – guitarra, coros
- May Kershaw – teclados, marimba, glockenspiel, coros
- Tyler Hyde – bajo, coros

Personal adicional
- Tony Fagg – banjo (pista 2)
- Mark Paton – voz (pista 7)
- Basil Tierney – batería adicional (pista 10)
- Christian Wright – masterización
- Sergio Maschetzko – ingeniería, mezcla
- David Granshaw – ingeniería, mezcla
- Tomas Moreno – ingeniería adicional
- Simon Mock – arte
- Joseph Durnan – diseño

## Posicionamiento en listas
| País (Lista 2022)                        | Posición más alta |
| ---------------------------------------- | ----------------- |
| Australia Top 50 Albums (ARIA)           | 6                 |
| Álbumes de Austria (Ö3 Austria)          | 29                |
| Álbumes de Alemania (Offizielle Top 100) | 10                |
| Álbumes de Bélgica (Ultratop Flandes)    | 11                |
| Álbumes de Bélgica (Ultratop Valonia)    | 51                |
| Álbumes de Francia (SNEP)                | 144               |
| Álbumes de Escocia (OCC)                 | 3                 |
| Álbumes de Irlanda (OCC)                 | 18                |
| Álbumes de Italia (FIMI)                 | 74                |
| Álbumes de Nueva Zelanda (RIANZ)         | 17                |
| Álbumes de Países Bajos (Album Top 100)  | 9                 |
| Álbumes de Reino Unido (OCC)             | 3                 |
| Álbumes de Suiza (Swiss Hitparade)       | 25                |
| UK Independent (OCC)                     | 2                 |